# 三波伸介の凸凹大学校
『三波伸介の凸凹大学校』（みなみしんすけのでこぼこだいがっこう）は、テレビ東京（開始当時は東京12チャンネル）ほかで放送されたバラエティ番組である。
略称は「凸凹大学校」。制作局のテレビ東京では1977年10月5日から1982年12月22日まで、毎週水曜 20:00 - 20:54に放送。

## 概要
司会の三波伸介が校長役を、レギュラー陣とゲストが生徒役を演じながら、数々のゲームやコントに挑戦していた番組である。テレビ東京唯一の三波の冠番組で、収録は改築前の山野ホールで行われていた。テーマ曲は「めだかの学校」の替え歌で、出演者全員で合唱していた。ゲストは歌の途中で紹介する歌詞に合わせて入場していた。
NHK総合の「水曜ドラマ」、日本テレビの学園ドラマ、TBSの『噂の刑事トミーとマツ』などの刑事ドラマ、フジテレビの時代劇『銭形平次』といったドラマ群や、テレビ朝日の『水曜スペシャル』としのぎを削り、テレビ東京の番組としては異例の視聴率15％を記録する人気番組となった。
近畿広域圏では、当初はKBS京都とサンテレビ等独立局5局が同時ネットを行い、うち京阪神ではテレビ大阪の開局後に同局でのネットへ移行した。東海3県では岐阜放送と三重テレビが同時ネットを行い、名古屋テレビも毎週日曜 15:00 - 15:55に2ヶ月ほどの遅れネットを行っていた。この地方の系列局であるテレビ愛知は、本番組の終了後に開局したためにネットしていない。

### 三波の急死と番組終了
1982年12月8日、三波が自宅で倒れ、解離性大動脈瘤破裂の病因により急死（52歳没）。奇しくもこの日は本番組の放送日の水曜日で、予定通り放送された番組にテロップが挿入された。
三波の死で、番組自体が成り立たなくなり、止む無く打ち切りとなった。死去翌週の12月15日は、死の20時間前（12月7日）に収録されたVTRやNHK・フジテレビから提供された出演映像とともに、レギュラー陣や親交のあった人物が思い出を語り合う番組構成の追悼特集「特別企画・さようなら三波伸介さん」を放送。当時テレビ東京への出演が全く無かった萩本欽一も異例の出演をし、三波との思い出を語った。最後はレギュラー陣が嗚咽を漏らしながら号泣し、遺影の三波に感謝と別れを告げた。翌週22日は最終回として「今日でお別れ・三波伸介の凸凹大学校」のタイトルで放送し、これを以て5年3カ月の歴史に幕を下ろした。最終回までネットせずに打ち切った一部番販ネット局もある。

## 番組内容

### エスチャー（1時間目）
制限時間内に1人が、三波から出される「お題」（例：歌謡曲・映画・漫画などの題名、歌手・俳優の名前など）を絵で表現し、他のメンバーが解答者となって、そこから連想する答えを解答するゲームコーナー。「絵」＋「ジェスチャー」にちなんで命名された。2チーム対抗戦形式で、正解数の多いチームが勝ちとなる。
ずうとるびの江藤博利が描く怪生物（獣・鳥・虫など、何を描いても同じにしか見えない）がかなり人気の的だった。あまりに直接的な絵や文字・数字等はNGとされ、特に人物名を答える問題では毎回三波が「似顔絵を描いてはいけません」と言っていた。無論口に出してしまうのも許されなかったが、おすぎが途中解答の一部を叫んだため、三波が手に持つ「ハリセン」で頭を思い切り叩かれていたことがある。

### 凸凹コント集
3本ほど行われていた。このコントには司会の三波も参加していた。タイトルコールはゲストを含めた女性が行っていた。後期には「テレビにらめっこ」に変わった。

### ベンチャー
ベテラン芸人を講師に招き、持ちネタを披露してもらうとともに、ツービートをはじめとする生徒（出演者）もその芸に挑戦。講師は主にトニー谷、東八郎、大館章などが務めた。

### ドン・チャー（2時間目）
「ベンチャー」の後継コーナー。ゲームが始まる直前、三波から「お題」（例・頭に「こ」がつく芸能人の名前、ざらざらしている物、東海道・山陽新幹線の駅名、オリンピックで行われる競技など）が出され、制限時間内（時間は問題によってランダムとなっている。）に校長を模した人形が爆発するまで次々に口答していく。持っている人形が爆発してしまった解答者はそこで失格で、その人形を持ったまま退場となり以後のお題に参加できなくなる｡また、明らかに「お題」に添っていない言葉を発した者も、三波の判定で同じく失格とされた。又、微妙な物に関しては三波から注意を受けるだけで、特に退場の対象にはなる事はない。後に『スーパーイントロ大作戦!』（『クイズ・ドレミファドン!』の特別番組）でも行われていた。由来は、爆発する音の「ドーン」＋「ジェスチャー」から。また、オープニングでは三波がタイトルコールの後に司会の席に置いてあった人形が爆発するのがお約束となっている。

## 主な出演者
- 三波伸介[2][3] - 司会。本番組では校長という役どころで、ハゲヅラを被り、ちょび髭に眼鏡、黒の礼服を着用していた。
- 岸本加世子
- 金井克子[2]
- ずうとるび - 番組開始時に山田隆夫が卒業し、新メンバーの池田善彦が加入した。1982年のグループ解散に当たっては、番組内で解散セレモニーを行った[4]。解散後は江藤博利のみが継続出演。
- 糸川蛍子
- 斉藤清六
- ピンク・レディー - 平均視聴率3%という放送開始直後の状況のテコ入れのため、都合2回の収録でため撮りが行われ、それを8回に分けて放送。その甲斐もあり、安定して二桁台の視聴率を記録した。
- ツービート - 「ベンチャー」のみに出演。テコ入れとして起用されるも、ツービートの人気の上昇に伴うギャラの増額を番組側が受け入れることができず、番組を「卒業」という形で降板。ツービートの降板時は、漫才ブームが終息に向かっていた時期でもあった。そのため、ビートたけしは番組内で行われた「卒業式」の冒頭で「グスン、グスン、ゴックン、レギュラーがまたひとつ減る」などと嘆いていた。
- 清水クーコ
- 石山浩子
- 甲斐智枝美
- 臼井ゆかり（後の杉本誘里） - アシスタントを担当。
- 今いくよ・くるよ
- おすぎとピーコ
- 坂上とし恵
- 小堺一機
- 岩城徳栄
- 林家雷蔵
- 白石まるみ
- 大館章
- 梓久美子
- 中島真木子

ほか

## スタッフ
- 企画監修：塚田茂
- 構成：松岡孝、高田文夫
- 音楽：葵まさひこ
- ナレーション：大館章
- TD：鈴木孝
- VE：前盛善加
- カメラ：近藤誠
- 音声：石川清明
- VTR：川戸修次
- 編集：水村麿
- 照明：豊沢勝美
- 音響効果：松井洋幸
- デザイン：高橋幸夫
- プロデューサー：稲井宏明（テレビ東京）、常田久仁子
- 演出：林良三
- 制作協力：千代田ビデオ、サワズカムパニー
- 制作・著作：東京12チャンネル → テレビ東京、千代田企画

番組では、ピンク色の文字に白い縁取り表示の字幕テロップが使用された。

## 放送局
ネットは放送当時のもの。独立局とテレビ大阪は原則同時ネット。
| 放送対象地域   | 放送局           | 系列                                         | 備考                            |
| -------------- | ---------------- | -------------------------------------------- | ------------------------------- |
| 関東広域圏     | テレビ東京       | テレビ東京系列                               | 1981年9月までは東京12チャンネル |
| 大阪府         | テレビ大阪       | テレビ東京系列                               | 1982年3月の開局時から           |
| 岩手県         | テレビ岩手       | 日本テレビ系列                               |                                 |
| 福島県         | 福島中央テレビ   | 日本テレビ系列                               |                                 |
| 広島県         | 広島テレビ       | 日本テレビ系列                               |                                 |
| 北海道         | 北海道放送       | TBS系列                                      | 日曜日16:30 - 17:25に遅れネット |
| 新潟県         | 新潟放送         | TBS系列                                      |                                 |
| 島根県・鳥取県 | 山陰放送         | TBS系列                                      |                                 |
| 長崎県         | 長崎放送         | TBS系列                                      |                                 |
| 宮城県         | 仙台放送         | フジテレビ系列                               |                                 |
| 富山県         | 富山テレビ       | フジテレビ系列                               | 日曜 11:00 - 11:55にて放送      |
| 長野県         | 長野放送         | フジテレビ系列                               |                                 |
| 静岡県         | テレビ静岡       | フジテレビ系列                               | 土曜日午後に遅れネット          |
| 岡山県・香川県 | 岡山放送         | フジテレビ系列                               |                                 |
| 愛媛県         | テレビ愛媛       | フジテレビ系列                               |                                 |
| 福岡県         | テレビ西日本     | フジテレビ系列                               |                                 |
| 佐賀県         | サガテレビ       | フジテレビ系列                               |                                 |
| 沖縄県         | 沖縄テレビ       | フジテレビ系列                               |                                 |
| 中京広域圏     | 名古屋テレビ     | テレビ朝日系列                               | 日曜 15:00-15:55にて遅れネット  |
| 山形県         | 山形放送         | 日本テレビ系列 テレビ朝日系列                |                                 |
| 大分県         | テレビ大分       | 日本テレビ系列 フジテレビ系列 テレビ朝日系列 |                                 |
| 岐阜県         | 岐阜放送         | 独立UHF局                                    |                                 |
| 三重県         | 三重テレビ放送   | 独立UHF局                                    |                                 |
| 滋賀県         | びわ湖放送       | 独立UHF局                                    |                                 |
| 京都府         | 京都放送         | 独立UHF局                                    | 1982年2月まで                   |
| 兵庫県         | サンテレビジョン | 独立UHF局                                    | 1982年2月まで                   |
| 奈良県         | 奈良テレビ放送   | 独立UHF局                                    |                                 |
| 和歌山県       | テレビ和歌山     | 独立UHF局                                    |                                 |

ローカルセールス枠での放送につき、提供クレジットはネット局ごとに異なっていた。